# Indianapolis 500 in 1935
De 23e Indianapolis 500 werd gereden op donderdag 30 mei 1935 op de Indianapolis Motor Speedway. Amerikaans coureur Kelly Petillo won de race. Johnny Hannon, Stubby Stubblefield en zijn mecanicien Leo Whittaker kwamen op 21 mei om het leven door een ongeval tijdens trainingsritten die de race voorafgingen. Clay Weatherly kwam om het leven tijdens de race.

## Startgrid
| Rij | Binnen          | Midden          | Buiten         |
| --- | --------------- | --------------- | -------------- |
| 1   | Rex Mays        | Al Gordon       | Floyd Roberts  |
| 2   | Louis Meyer     | Bill Cummings   | Tony Gulotta   |
| 3   | Ralph Hepburn   | Fred Frame      | Chet Gardner   |
| 4   | Mauri Rose      | Russ Snowberger | Babe Stapp     |
| 5   | Deacon Litz     | George Connor   | Doc MacKenzie  |
| 6   | Cliff Bergere   | Chet Miller     | Harry McQuinn  |
| 7   | Shorty Cantlon  | Wilbur Shaw     | Al Miller      |
| 8   | Kelly Petillo   | Lou Moore       | Frank Brisko   |
| 9   | Clay Weatherly  | Ted Horn        | Johnny Seymour |
| 10  | Freddy Winnai   | George Bailey   | Jimmy Snyder   |
| 11  | Harris Insinger | Louis Tomei     | Bob Sall       |

## Race
| #                                  | Coureur         | Auto                    | Ronden | Opgave           |
| ---------------------------------- | --------------- | ----------------------- | ------ | ---------------- |
| 1                                  | Kelly Petillo   | Wetteroth-Offenhauser   | 200    |                  |
| 2                                  | Wilbur Shaw     | Shaw-Offenhauser        | 200    |                  |
| 3                                  | Bill Cummings   | Miller                  | 200    |                  |
| 4                                  | Floyd Roberts   | Miller                  | 200    |                  |
| 5                                  | Ralph Hepburn   | Miller                  | 200    |                  |
| 6                                  | Shorty Cantlon  | Stevens-Miller          | 200    |                  |
| 7                                  | Chet Gardner    | Stevens-Miller          | 200    |                  |
| 8                                  | Deacon Litz     | Miller                  | 200    |                  |
| 9                                  | Doc MacKenzie   | Rigling-Miller          | 200    |                  |
| 10                                 | Chet Miller     | Summers-Miller          | 200    |                  |
| 11                                 | Fred Frame      | Wetteroth-Miller        | 200    |                  |
| 12                                 | Louis Meyer     | Stevens-Miller          | 200    |                  |
| 13                                 | Cliff Bergere   | Rigling-Buick           | 196    | Zonder brandstof |
| 14                                 | Harris Insinger | Mikan Carson-Studebaker | 185    |                  |
| 15                                 | Al Miller       | Rigling-Miller          | 178    | Mechanisch       |
| 16                                 | Ted Horn        | Miller-Ford             | 145    | Mechanisch       |
| 17                                 | Rex Mays        | Adams-Miller            | 123    | Mechanisch       |
| 18                                 | Lou Moore       | Miller                  | 116    | Mechanisch       |
| 19                                 | George Connor   | Stevens-Miller          | 112    | Mechanisch       |
| 20                                 | Mauri Rose      | Miller                  | 103    | Mechanisch       |
| 21                                 | Tony Gulotta    | Stevens-Miller          | 102    | Mechanisch       |
| 22                                 | Jimmy Snyder    | Snowberger-Studebaker   | 97     | Mechanisch       |
| 23                                 | Frank Brisko    | Rigling-Studebaker      | 79     | Mechanisch       |
| 24                                 | Johnny Seymour  | Miller-Ford             | 71     | Mechanisch       |
| 25                                 | Babe Stapp      | Adams-Miller            | 70     | Mechanisch       |
| 26                                 | George Bailey   | Miller-Ford             | 65     | Mechanisch       |
| 27                                 | Russ Snowberger | Miller                  | 59     | Mechanisch       |
| 28                                 | Louis Tomei     | Miller-Lencki           | 47     | Mechanisch       |
| 29                                 | Bob Sall        | Miller-Ford             | 47     | Mechanisch       |
| 30                                 | Al Gordon       | Weil-Miller             | 17     | Ongeval          |
| 31                                 | Freddy Winnai   | Duesenberg-Miller       | 16     | Mechanisch       |
| 32                                 | Clay Weatherly  | Stevens-Miller          | 9      | Dodelijk ongeval |
| 33                                 | Harry McQuinn   | Rigling-Miller          | 4      | Mechanisch       |
| Gemiddelde snelheid : 170,977 km/h |                 |                         |        |                  |